# Élections législatives pakistanaises de 2008
Vous lisez un « article de qualité » labellisé en 2012.
Les élections législatives pakistanaises de 2008 ont eu lieu le 18 février 2008 pour renouveler les élus de l'Assemblée nationale et des quatre assemblées provinciales du Pakistan, après la fin de leur mandat de cinq ans reçu lors des élections législatives de 2002. Elles se déroulent dans un climat tendu et crucial pour l'avenir de la démocratie pakistanaise.
Ces élections étaient initialement prévues pour le 8 janvier 2008. Cependant, l'assassinat de Benazir Bhutto, dirigeante du Parti du peuple pakistanais, principal parti d'opposition, et candidate aux élections, provoque d'importants troubles ainsi que le report des élections. Les attentats terroristes se multiplient dans un contexte de guerre contre les talibans, et le pouvoir militaire est accusé de concentrer trop de pouvoir alors que le président et ancien chef de l'armée Pervez Musharraf est arrivé au pouvoir en 1999 à la suite d'un coup d’État.
Le scrutin conduit à la défaite du parti au pouvoir, la Ligue musulmane du Pakistan (Q), qui soutenait le président Pervez Musharraf. Les deux principaux partis d'opposition arrivent en tête et le Parti du peuple pakistanais remporte le plus de sièges, sans obtenir de majorité absolue. Il forme alors une coalition avec d'autres partis d'opposition, visant surtout à isoler le pouvoir.
Les élections marquent un tournant politique majeur au Pakistan, avec un changement de gouvernement un mois plus tard et, six mois après, la démission du président Pervez Musharraf, au pouvoir depuis neuf ans, qui quitte le pays et est remplacé par Asif Ali Zardari, veuf de Bhutto. Le scrutin marque également le retour à un pouvoir civil et le Parlement vote en 2010 une réforme constitutionnelle annulant les amendements votés en 2003 qui augmentaient les pouvoirs du président.

## Contexte

### Élections de 2002

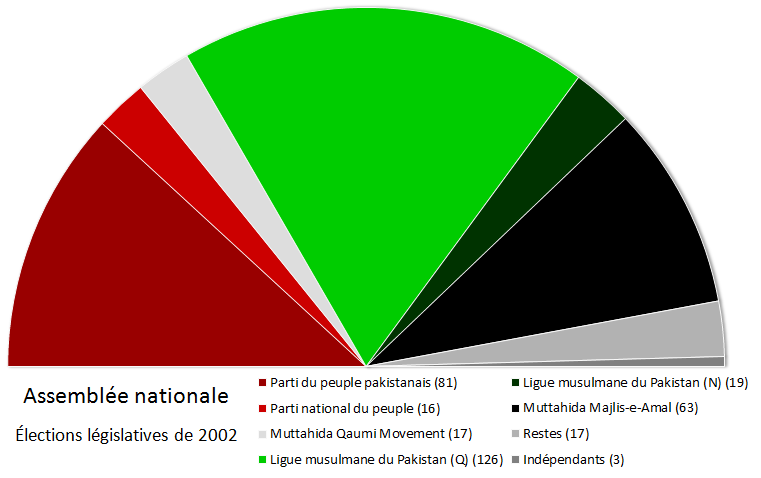
Composition de l'Assemblée nationale sortante, après les élections législatives de 2002.

Les élections sont organisées pour renouveler le mandat des députés de l'Assemblée nationale et des quatre assemblées provinciales qui est arrivé à son terme fin 2007. Les précédentes élections s'étaient déroulées le 10 octobre 2002 et elles étaient les premières depuis le coup d'État du général Pervez Musharraf, qui renversait le gouvernement civil de Nawaz Sharif en 1999. Elles avaient été remportées par la Ligue musulmane du Pakistan (Q), la faction de la Ligue musulmane qui soutenait Musharraf, tandis que la Ligue musulmane du Pakistan (N), la faction soutenant Nawaz Sharif ne remporta que 18 sièges. Ce dernier dirigeait le parti depuis l'étranger alors qu'il avait été contraint à l'exil en 2000. Le principal parti d'opposition qui avait émergé de ces élections était le Parti du peuple pakistanais, dirigé par Benazir Bhutto. Cette dernière avait été deux fois Premier ministre, de 1988 à 1990 puis de 1993 à 1996, avant qu'elle ne parte en exil en 1998, alors que Nawaz Sharif, lui, l'avait été de 1990 à 1993 puis de 1996 à 1999. Cette période a donc été marquée par une forte rivalité entre ces deux personnalités. Ils se sont pourtant rapprochés durant les années 2000, signant notamment des accords politiques en 2006. Ces accords prévoient d'annuler la réforme constitutionnelle de 2003 qui accorde davantage de pouvoir au président, dont celui de dissoudre l'Assemblée et de démettre son Premier ministre.

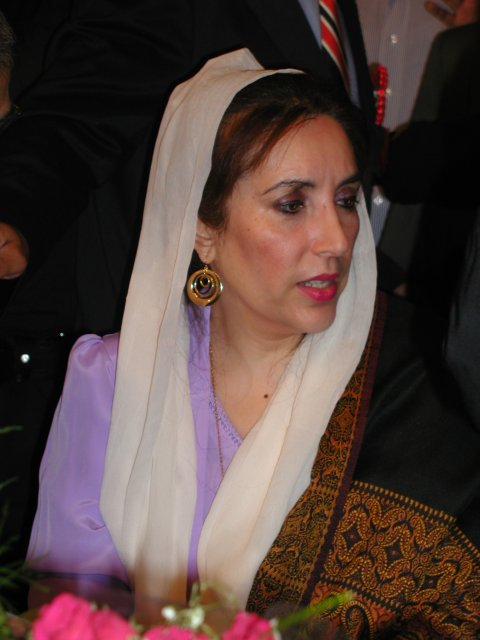
Benazir Bhutto, en 2004

En vue des élections de 2008, les deux principaux opposants au président Musharraf ont pu revenir au Pakistan. Benazir Bhutto est amnistiée grâce à un accord avec le pouvoir négocié avec le soutien des États-Unis, et elle rentre au Pakistan le 18 octobre 2007. Elle est accueillie à Karachi par une foule massive. C'est l'« ordonnance nationale de réconciliation » qui amnistie Benazir Bhutto, de même que 33 autres hommes politiques de divers partis, dont Asif Ali Zardari, époux de Bhutto, pour des accusations de corruption.
Nawaz Sharif réussit à rentrer environ un mois plus tard, le 25 novembre 2007 après avoir été refoulé le 10 septembre, grâce à un accord négocié avec l'Arabie saoudite. Il est accueilli à Lahore par environ 5 000 partisans et il promet de « mettre fin à la dictature ».

### Insurrection talibane et insécurité
Après les attentats du 11 septembre 2001, le président Pervez Musharraf annonce la volonté du Pakistan de lutter contre l'extrémisme islamiste et les talibans, alors que le pays les avait soutenus jusqu'à présent. Le Pakistan sert en effet de refuge aux talibans se battant contre l'OTAN en Afghanistan, surtout dans les régions tribales, frontalières avec l'Afghanistan.
Les combats ont violemment éclaté durant l'année 2007, qui se caractérise par une vague d'attentats terroristes sans précédent, l'assaut de la Mosquée rouge d'Islamabad en juillet, occupée par des islamistes pro-talibans, par l'armée, et l'augmentation des combats dans le Nord-Ouest, dont notamment la Première bataille de Swat.

### État d'urgence et mouvement des avocats
Le mouvement des avocats débute en mars 2007 après le limogeage du président de la Cour suprême par le président Pervez Musharraf le 9 mars avec de nombreux juges de la juridiction suprême et des Hautes Cours. Ils sont ensuite rétablis en juillet 2007 mais, le 3 novembre 2007, Musharraf décrète l'état d'urgence et suspend la Constitution. Cette suspension lui permet de révoquer à nouveau les juges, qui sont normalement irrévocables. Ces derniers avaient suspendu l'ordonnance nationale de réconciliation le 12 octobre 2007 et jugé illégal son maintien au poste de chef de l'armée tout en étant président ; cette mesure est vue de fait comme un coup contre la justice.
Le mouvement réunit des dizaines de milliers de manifestants et est principalement mené par des juges et des avocats avec comme revendication l'indépendance de la justice, le renforcement de la démocratie et de l’État de droit. Il est soutenu par la plupart des partis d'opposition, notamment le Parti du peuple pakistanais, la Ligue musulmane du Pakistan (N) et le Mouvement du Pakistan pour la justice.
Ce mouvement conteste également l'influence du pouvoir militaire dans la sphère politique, qui a toujours été importante depuis la création du pays. Le Pakistan a en effet connu trois coups d'État militaires, et les gouvernements civils ont été largement influencés par les militaires. Ainsi, le principal enjeu de cette élection est le retour à un pouvoir civil, et donc l'avenir de la démocratie.

## Partis majeurs en lice

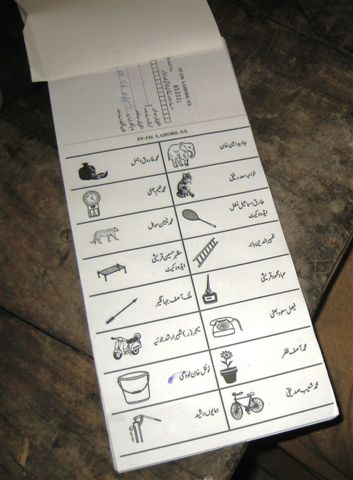
Bulletin de la provinciale de Lahore. Les candidats sont représentés par des images pour les électeurs illettrés.

| Parti | Parti                           | Chef de file | Chef de file             | Idéologie                                                   |
| ----- | ------------------------------- | ------------ | ------------------------ | ----------------------------------------------------------- |
|       | Ligue musulmane du Pakistan (Q) |              | Chaudhry Shujaat Hussain | Nationalisme pakistanais, conservatisme modéré, libéralisme |
|       | Parti du peuple pakistanais     |              | Benazir Bhutto           | Social-démocratie                                           |
|       | Ligue musulmane du Pakistan (N) |              | Nawaz Sharif             | Conservatisme, libéralisme économique                       |
|       | Mouvement Muttahida Qaumi       |              | Altaf Hussain            | Libéralisme, sécularisation, pro-Muhadjirs                  |
|       | Parti national Awami            |              | Asfandyar Wali Khan      | Socialisme, social-démocratie, pro-Pachtounes               |
|       | Jamiat Ulema-e-Islam (F)        |              | Fazal-ur-Rehman          | Islamisme                                                   |
|       | Ligue musulmane du Pakistan (F) |              | Pir Pagara               | Nationalisme pakistanais, conservatisme                     |

## Campagne

### Rassemblement de l'opposition contre le pouvoir

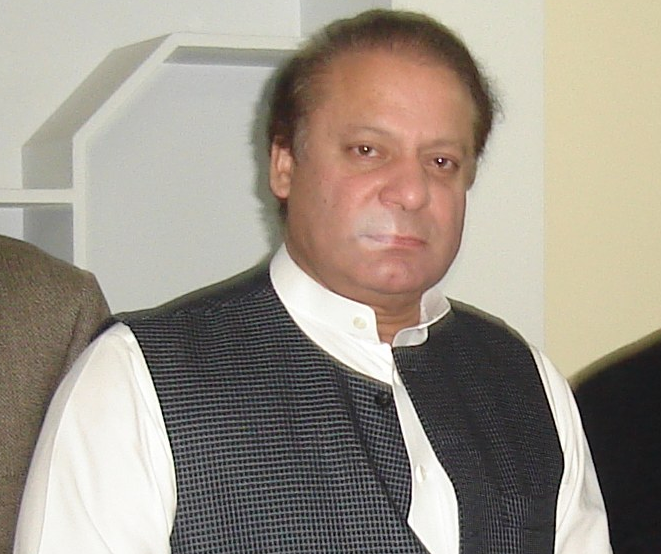
Nawaz Sharif en 2009.

Benazir Bhutto rentre au Pakistan le 18 octobre 2007 et elle mène dès lors une campagne contre le chef de l'État, réunissant le Parti du peuple pakistanais autour d'elle. Nawaz Sharif rentre le 25 novembre. Il avait signé avec Benazir Bhutto, le 14 mai 2006, un accord politique visant à isoler Pervez Musharraf et à faire adopter certaines réformes, notamment l'annulation de l'amendement voté par Musharraf accordant d'importants pouvoirs au président.
Le soir de son retour, Benazir Bhutto et son cortège de milliers de partisans sont la cible d'un attentat à la bombe. Près de 140 personnes, dont des militants et du personnel de sécurité, sont tués. C'est l'attentat le plus meurtrier de l'histoire du Pakistan.
Le 3 novembre 2007, alors que le président Musharraf décrète l’état d'urgence, qu'il justifie par la lutte contre le terrorisme, et qu'il suspend la Constitution, ses opposants l'accusent de vouloir manipuler ou annuler les élections prévues pour début 2008. Benazir Bhutto appelle à manifester massivement contre l'état d'urgence. Elle est assignée à résidence le 9 novembre durant une journée. Le 12 novembre, elle annonce qu'elle exclut toute négociation avec Musharraf et renforce son alliance avec Nawaz Sharif. Bhutto est de nouveau assignée à résidence le 13 novembre avant d'être libérée le 16 novembre. Elle continue à rassembler de nombreux partisans dans des réunions électorales à travers tout le pays[réf. souhaitée].
Le 21 décembre, Aftab Ahmad Sherpao, chef du PPP (S) et dissident du PPP, est visé par un attentat lors d'un rassemblement politique qui tue 57 personnes[réf. souhaitée].

### Assassinat de Benazir Bhutto et déstabilisation du pays

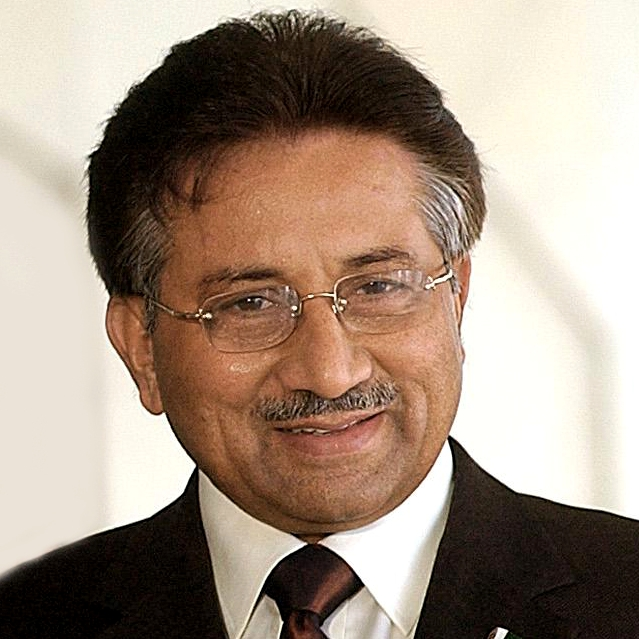
Pervez Musharraf en 2004

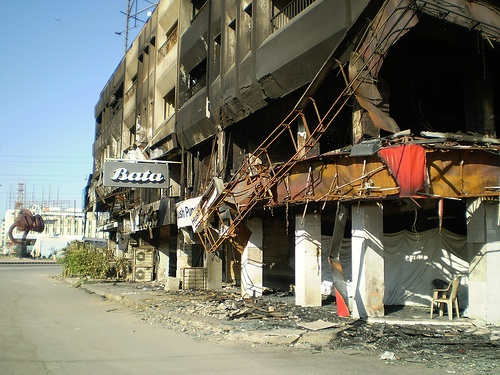
Une rue de Karachi après les émeutes qui ont suivi l'annonce de la mort de Benazir Bhutto.

Le 27 décembre 2007, Benazir Bhutto rassemble ses partisans à Rawalpindi, puis elle est victime d'un attentat-suicide alors qu'elle salue la foule depuis le toit ouvrant de sa voiture blindée quand un homme tire plusieurs fois dans sa direction puis fait exploser sa bombe, tuant vingt personnes. Transférée à l'hôpital, elle meurt dans la soirée. Durant la même journée, la voiture blindée transportant Nawaz Sharif a été fusillée sans que personne soit touché.
Après l'annonce de la mort de la principale chef de l'opposition, ses partisans descendent dans la rue et des émeutes éclatent dans tout le pays, notamment à Karachi. Ils accusent le pouvoir de complicité ou de passivité. Dans la nuit du 27 décembre puis dans la journée du 28 décembre, des bus sont brûlés, des affiches électorales sont arrachées, des locaux de candidats et élus soutenant Musharraf sont pris d'assaut et saccagés. Des affrontements entre manifestants et forces de police font près de 38 morts en trois jours.
Pervez Musharraf réunit son gouvernement en urgence le 27 décembre ; il dénonce l'assassinat de Benazir Bhutto, annonce trois jours de deuil national et appelle au calme,. Nawaz Sharif décrit la journée du 27 décembre comme « la plus sombre de l'histoire du Pakistan », et déclare que son parti boycottera les élections si le parti de Bhutto le décide aussi. Finalement, le PPP décide de participer après que Bilawal Bhutto Zardari, fils de Benazir, et surtout son mari, Asif Ali Zardari, ont pris la direction du parti.
L'état d'insécurité dans lequel le pays se trouve alors a fait douter que les élections puissent être maintenues. La Commission électorale annonce finalement que celles-ci seront reportées du 8 janvier au 18 février, du fait des dégradations dans les bureaux de vote consécutives aux émeutes.
Les attaques contre des candidats se poursuivent jusqu'au jour de scrutin : deux attentats visant un candidat du parti national Awami et un candidat du PPP font près de 80 morts les 9 et 16 février, dans le Nord-Ouest du pays,.

### Thèmes de campagne et boycott

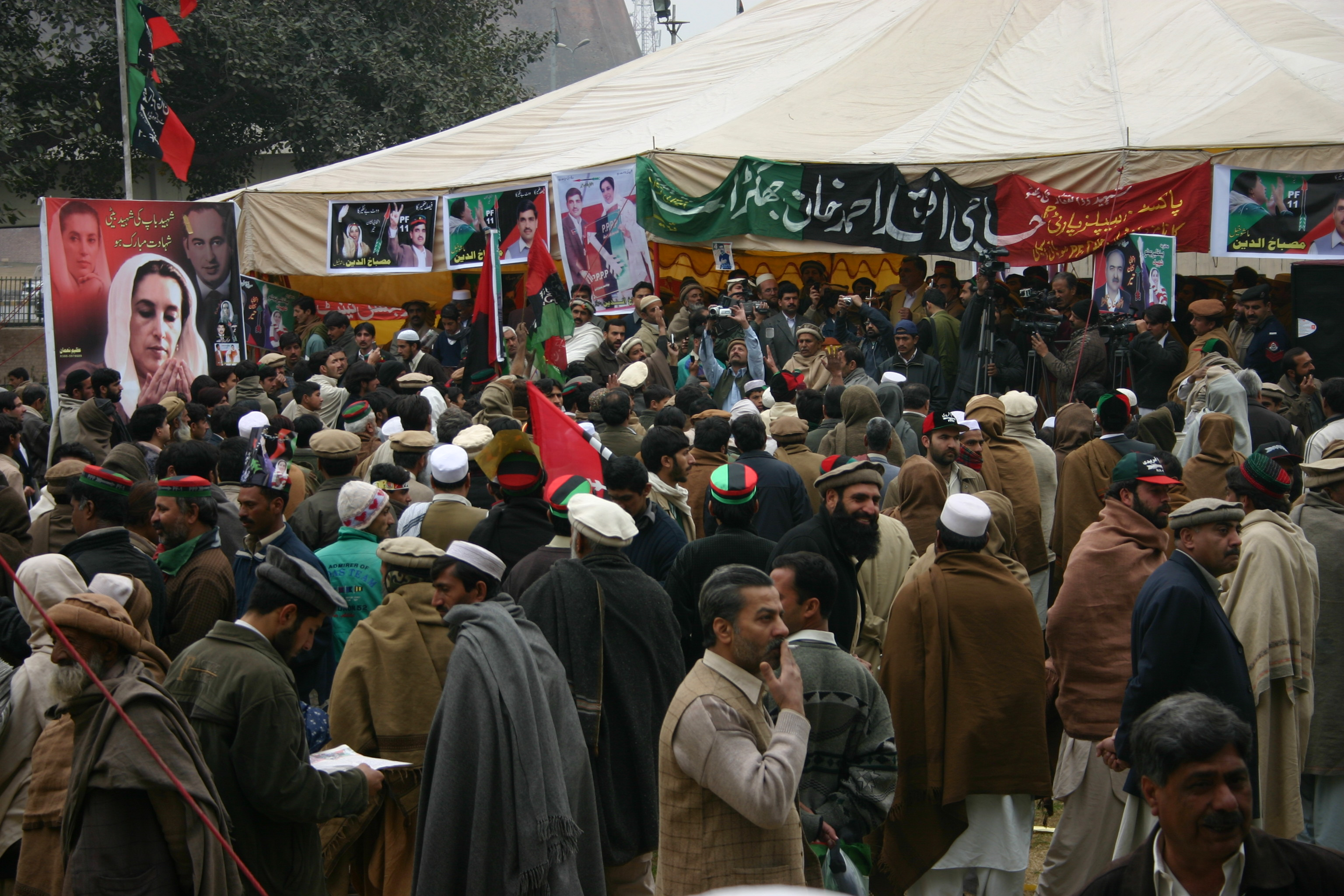
Rassemblement du Parti du peuple pakistanais à Peshawar le 6 février 2008

Les principaux thèmes de campagne ont été la démocratie, menacée selon l'opposition par Pervez Musharraf et la violence des militants talibans qui a éclaté en 2007, dans un contexte de campagne violent.
Dans son manifeste, le Parti du peuple pakistanais centre son discours sur l'égalité et le développement de pays. Il se concentre autour des « 5 E » : emploi, éducation, énergie, environnement et équité, et réutilise également l'ancien slogan qui a fait le succès du parti dans les années 1970 : « nourriture, vêtement, logement ». Le manifeste propose que les jeunes diplômés puissent bénéficier d'une année d'essai dans l'éducation. Il promet également de faire bénéficier de la micro-finance cinq millions de Pakistanais, et pour résoudre la crise énergétique, il dit préférer les petits projets hydrauliques. Il reprend également tous les points de la « Charte de la démocratie » signée avec Nawaz Sharif, c'est-à-dire des réformes institutionnelles pour renforcer le Premier ministre et le Parlement, et aussi pour rétablir les juges révoqués par le pouvoir. Le parti veut également abroger les lois discriminatoires envers les femmes et les minorités religieuses, sans préciser si la loi interdisant le blasphème est concernée. Il propose une politique pour l'emploi des femmes et des quotas pour les minorités.
La Ligue musulmane du Pakistan (N) centre également son discours autour de la lutte contre le pouvoir. Il promet de « rétablir » la démocratie ainsi que les juges révoqués, et reprend également la « Charte de la démocratie ». Le manifeste s'articule en sept points autour de l'acronyme « RESTORE » : Restauration de la démocratie, Élimination du pouvoir militaire dans la politique, Sécurité, Tolérance et société pluraliste, O pour overal national reconcialiation (« réconciliation nationale »), R pour relief for the poor (« aide aux pauvres »), et Emploi. Il promet également d'augmenter le salaire minimum à 5 000 roupies par mois. Les thèmes de campagne du parti sont principalement tournés vers la critique du pouvoir, qu'il appelle « dictature militaire » qui n'aurait réussi aucune bonne réforme et aurait accentué la pauvreté du pays.
La Ligue musulmane du Pakistan (Q) est le parti sortant ; il bénéficie d'un bilan mitigé. Il centre une grande partie de son programme vers la défense des droits de l'homme et de la démocratie. Son slogan s'articule autour des « 5 D » : Démocratie, Développement, Dévolution, Diversité et Défense. À ce titre, le parti est en effet responsable d'une amélioration importante de la liberté et de la diversité des médias, notamment au niveau de la télévision. Le parti a également voté en 2006, la « loi de protection des femmes », qui améliore relativement le statut des femmes. D'un autre côté, le parti est attaqué par l'opposition quant à la suspension des juges et la mise en place de l'état d'urgence en 2007 par Pervez Musharraf. Le parti entend également faire de l'éducation une priorité et veut réévaluer le statut des professeurs tout en élevant l'âge de leur départ à la retraite à 65 ans. Il propose également de réformer la Constitution dans le but de prendre en compte le vote des Pakistanais de l'étranger. Le manifeste du parti qualifie aussi « l’extrémisme, le terrorisme et le sectarisme » de « plus grande menace pour la sécurité du Pakistan ». Toutefois, au cours de la dernière année du mandat du parti, la sécurité du pays s'est gravement détériorée et les attentats comme l'influence de groupes terroristes se sont fortement développés.

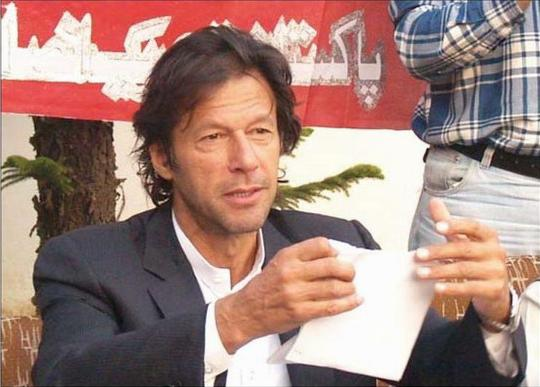
Imran Khan déchire sa déclaration de candidature en signe de boycott.

Le Parti national Awami, séculier et pro-Pachtounes, place la démocratie et le développement social comme ses priorités. Il propose également de renommer la province de la frontière du Nord-Ouest en Khyber Pakhtunkhwa et de fusionner les régions tribales dans la province. Le Mouvement Muttahida Qaumi a comme slogan « paix, progrès et prospérité » et propose de doubler le budget de l'éducation en cinq ans et de multiplier par sept le budget de la santé, pour les faire passer respectivement à 5 % et 4 % du PIB. Il entend également renforcer l'autonomie des provinces, augmenter leur nombre et renforcer les municipalités. Enfin, la Jamiat Ulema-e-Islam (F), seul parti islamiste à ne pas boycotter le scrutin, exige que le Coran et la Sunna soient la base du droit et que toutes les lois leur soient conformes.
Craignant des fraudes électorales, dénonçant le limogeage des juges et l’état d'urgence pris par Pervez Musharraf, l'opposition a longtemps hésité à boycotter le scrutin de peur qu'il ne soit pas légitime. Finalement, le Mouvement du Pakistan pour la justice, petit parti nationaliste mené par Imran Khan et l'alliance islamiste Muttahida Majlis-e-Amal, à l'exception de la Jamiat Ulema-e-Islam (F), décident de boycotter le scrutin mais tous les partis majeurs y participent.

## Mode de scrutin
Les candidats sont élus au suffrage universel direct uninominal majoritaire à un tour, c'est-à-dire que chaque électeur vote dans sa circonscription pour un candidat et celui arrivant en tête à l'issue d'un unique tour est élu.
Les membres élus doivent ensuite procéder à l'élection des « sièges réservés ». Par exemple, pour l'Assemblée nationale, les 272 membres élus directement élisent 60 sièges réservés à des femmes et 10 sièges réservés à des minorités religieuses.

## Résultats

### À l'Assemblée nationale
| Parti du peuple pakistanais     | 10 606 486 | 30,6  | 89  | 8   | 4  | 23 | 124 | 43            |  |  |
| Ligue musulmane du Pakistan (Q) | 7 989 817  | 23,0  | 42  | 0   | 2  | 10 | 54  | 72            |  |  |
| Ligue musulmane du Pakistan (N) | 6 781 445  | 19,6  | 67  | 4   | 3  | 17 | 91  | 72            |  |  |
| Mouvement Muttahida Qaumi       | 2 507 813  | 7,4   | 19  | 0   | 1  | 5  | 25  | 8             |  |  |
| Muttahida Majlis-e-Amal         | 772 798    | 2,2   | 6   | 0   | 0  | 1  | 7   | 56            |  |  |
| Parti national Awami            | 700 479    | 2,0   | 10  | 0   | 0  | 3  | 13  | 13            |  |  |
| Ligue musulmane du Pakistan (F) | 685 684    | 1,9   | 4   | 0   | 0  | 1  | 5   | en stagnation |  |  |
| Parti national du peuple        | 148 892    | 0,4   | 1   | 0   | 0  | 0  | 1   |               |  |  |
| Parti du peuple pakistanais (S) | 140 707    | 0,4   | 1   | 0   | 0  | 0  | 1   | 1             |  |  |
| Parti national baloutche (A)    | 72 756     | 0,2   | 1   | 0   | 0  | 0  | 1   | en stagnation |  |  |
| Autres partis                   | 198 119    | 0,6   | 0   | 0   | 0  | 0  | 0   | -             |  |  |
| Indépendants                    | 4 060 982  | 11,7  | 29  | -12 | 0  | 0  | 17  | -             |  |  |
|                                 |            |       |     |     |    |    |     |               |  |  |
| Votes valides                   | 34 665 978 |       |     |     |    |    |     |               |  |  |
| Votes blancs et invalides       | 944 023    |       |     |     |    |    |     |               |  |  |
| Total                           | 35 610 001 | 100   | 272 | -   | 10 | 60 | 342 | en stagnation |  |  |
| Abstention                      |            | 55,50 |     |     |    |    |     |               |  |  |
| Inscrits / participation        | 79 934 801 | 44,50 |     |     |    |    |     |               |  |  |

On compte 2 252 candidats pour les 272 circonscriptions, soit une moyenne d'environ huit candidats par circonscription. Il y a 64 femmes parmi eux, auxquelles il faut ajouter 482 candidates pour les 60 sièges réservés aux femmes. Il y a également 132 candidats pour les sièges réservés aux minorités. Finalement, on trouve 76 femmes dans la chambre basse soit 22 % des députés. Cela signifie donc que 16 d'entre elles ont été élues directement par le peuple, dans les circonscriptions. On trouve parmi elles Fahmida Mirza ou Hina Rabbani Khar par exemple.
La commission électorale annonce les résultats définitifs le 6 mars. Avec 35 610 001 votants, le taux de participation est de 44,5 %. Il est globalement dans la moyenne des cinq scrutins tenus depuis 1988. La participation varie toutefois de 50,1 % dans le territoire fédéral d'Islamabad et 48,8 % dans le Pendjab à 44,8 % dans le Sind, 33,5 % à Khyber Pakhtunkhwa, 31,3 % dans le Baloutchistan et 26,4 % dans les régions tribales. La participation est donc faible dans les fiefs des islamistes qui boycottent les élections.
Ces élections aboutissent à la victoire de la principale formation d'opposition, le Parti du peuple pakistanais (PPP) qui obtient 30,6 % des voix et près de onze millions de votes populaires. La seconde force d'opposition, la Ligue Musulmane du Pakistan (N) obtient 19,6 % des voix et environ 6,8 millions d'électeurs. Elle se place alors pour devenir la principale formation d'opposition au PPP si elle ne participe pas au gouvernement. Les élections marquent ainsi un retour pour le parti qui avait largement perdu les élections de 2002. La troisième force à obtenir le plus de sièges, la Ligue musulmane du Pakistan (Q), est donc le parti sortant qui soutient le président Musharraf. Il obtient 23 % des voix et 54 sièges, soit 72 de moins qu'aux élections de 2002. Le MQM réalise le meilleur score de son histoire et passe de 13 à 25 sièges. Le parti national Awami obtient également ses meilleurs résultats et réussit à revenir à l'Assemblée nationale alors qu'il n'avait obtenu aucun siège à la suite des élections de 2002. Quant aux islamistes, ils passent de 63 à seulement sept sièges, puisque seule la Jamiat Ulema-e-Islam (F) a participé et ne réalise qu'un score modeste.
- Partis arrivés en tête dans les districts :   - Parti du peuple pakistanais
  - Ligue musulmane du Pakistan (N)
  - Ligue musulmane du Pakistan (Q)
  - Mouvement Muttahida Qaumi
  - Parti national Awami
  - Jamiat Ulema-e-Islam (F)
  - Ligue musulmane du Pakistan (F)
  - Parti national baloutche (A)
  - Indépendants

Partis arrivés en tête dans les districts : Parti du peuple pakistanais Ligue musulmane du Pakistan (N) Ligue musulmane du Pakistan (Q) Mouvement Muttahida Qaumi Parti national Awami Jamiat Ulema-e-Islam (F) Ligue musulmane du Pakistan (F) Parti national baloutche (A) Indépendants
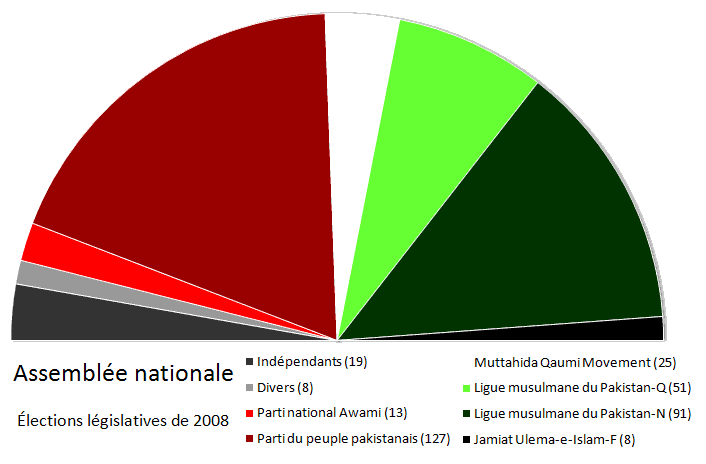
Composition de l'Assemblée nationale en janvier 2011 (compte tenu des élections partielles).

### Aux assemblées provinciales
Les partis ayant formé des coalitions peu après le scrutin dans chaque province sont en gras.
| Assemblée du Pendjab            | Assemblée du Pendjab | Assemblée du Pendjab | Assemblée du Sind               | Assemblée du Sind | Assemblée du Sind | Assemblée de Khyber Pakhtunkhwa | Assemblée de Khyber Pakhtunkhwa | Assemblée de Khyber Pakhtunkhwa | Assemblée du Baloutchistan      | Assemblée du Baloutchistan | Assemblée du Baloutchistan |
| Partis                          | Sièges               | %                    | Partis                          | Sièges            | %                 | Partis                          | Sièges                          | %                               | Partis                          | Sièges                     | %                          |
| ------------------------------- | -------------------- | -------------------- | ------------------------------- | ----------------- | ----------------- | ------------------------------- | ------------------------------- | ------------------------------- | ------------------------------- | -------------------------- | -------------------------- |
| Ligue musulmane du Pakistan (N) | 171                  | 46                   | Parti du peuple pakistanais     | 93                | 56                | Parti national Awami            | 48                              | 39                              | Parti du peuple pakistanais     | 13                         | 20                         |
| Parti du peuple pakistanais     | 107                  | 29                   | Mouvement Muttahida Qaumi       | 51                | 31                | Parti du peuple pakistanais     | 30                              | 24                              | Like Minded Group               | 13                         | 20                         |
| Ligue musulmane du Pakistan (Q) | 83                   | 22                   | Ligue musulmane du Pakistan (Q) | 9                 | 6                 | Jamiat Ulema-e-Islam (F)        | 15                              | 12                              | Jamiat Ulema-e-Islam (F)        | 10                         | 15                         |
| Ligue musulmane du Pakistan (F) | 3                    | 1                    | Ligue musulmane du Pakistan (F) | 8                 | 5                 | Ligue musulmane du Pakistan (N) | 9                               | 7                               | Parti national baloutche (A)    | 7                          | 11                         |
| Jamiat Ulema-e-Islam (F)        | 2                    | 1                    | Parti national du peuple        | 3                 | 2                 | Ligue musulmane du Pakistan (Q) | 6                               | 5                               | Ligue musulmane du Pakistan (Q) | 6                          | 10                         |
| Indépendants                    | 4                    | 1                    | Parti national Awami            | 2                 | 1                 | Parti du peuple pakistanais (S) | 6                               | 5                               | Parti national Awami            | 3                          | 5                          |
| -                               | -                    | -                    | Indépendants                    | 0                 | -                 | Indépendants                    | 10                              | 8                               | Indépendants / autres           | 13                         | 20                         |
| Total                           | 370                  | 100                  | Total                           | 166               | 100               | Total                           | 124                             | 100                             | Total                           | 65                         | 100                        |

Les élections pour l'Assemblée provinciale du Pendjab conduisent à la victoire de la Ligue musulmane de Nawaz Sharif qui retrouve le pouvoir dans la province après sa défaite en 2002 où il avait obtenu 47 sièges.
Le Parti du peuple pakistanais remporte très largement les élections à l'Assemblée provinciale du Sind en obtenant une large majorité absolue. Le PPP avait pourtant remporté les élections de 2002 mais n'avait obtenu qu'une majorité relative et ne s'est pas retrouvé dans une situation favorable pour former le gouvernement local.
La plupart des composantes de l'alliance religieuse Muttahida Majlis-e-Amal ayant boycotté le scrutin, celle-ci perd les élections à l'Assemblée provinciale de Khyber Pakhtunkhwa où elle avait remporté tout juste la majorité absolue en 2002. Le parti national Awami, parti régional, profite de ce boycott et remporte une majorité relative passant de 10 à 48 sièges.

## Analyses

### Régularité du scrutin

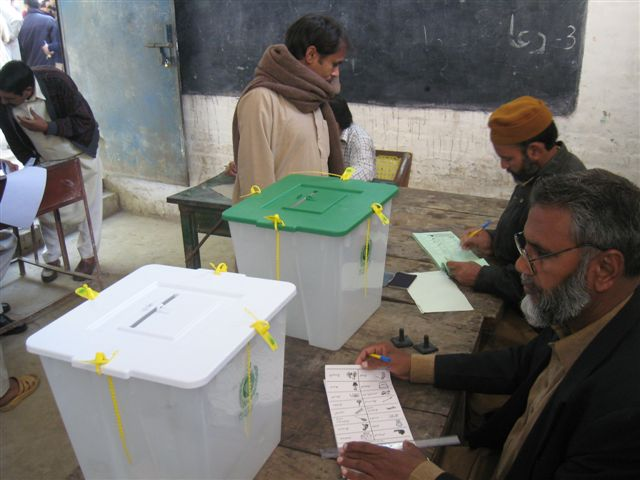
Un bureau de vote à Lahore.

Deux missions d'observateurs internationaux, l'une européenne et l'autre américaine, ont surveillé le déroulement du scrutin. Malgré un certain nombre d'irrégularités constatées, le scrutin a été globalement reconnu comme valable.
La mission du Parlement européen, qui compte 131 observateurs, a été réclamée par les autorités pakistanaises pour vérifier la régularité du scrutin. Ils ont observé l'ouverture des stations, le déroulement du vote, le comptage et la compilation des résultats et visité 444 bureaux de vote. Elle conclut que les élections ont été plurielles et que les médias et la société civile ont joué un rôle favorable. Elle ne note aucune fraude majeure relative à l’organisation même du vote,, mais elle remarque des irrégularités plus ou moins graves, susceptibles de modifier le résultat dans 4 % des bureaux de vote observés. Mais surtout la mission rapporte des fraudes importantes relatives à la campagne électorale, notant que les candidats du parti au pouvoir ont largement bénéficié des moyens de l’État (accessibilité à des locaux et des véhicules publics) et surtout de la chaîne nationale d'information, qui est la source d'information privilégiée par près d'un Pakistanais sur quatre. Toutefois, la mission souligne que les médias privés, qui se sont récemment fortement développés, ont offert une pluralité de points de vue.
La mission américaine a déployé 38 observateurs sur 28 bureaux de vote, ainsi que trois experts pour contrôler le processus post-électoral. Elle conclut que la régularité du scrutin a été menacée par un manque d'indépendance de la justice et des médias, la présence du pouvoir militaire dans la politique et un manque de réformes procédurales, malgré des progrès ces dernières années. Elle note également que la participation des femmes a été plus faible que celle des hommes (en moyenne 49 % pour les hommes et 39 % pour les femmes), du fait de menaces dans certaines zones rurales. Toutefois, la mission indique que le scrutin a été conforme aux standards minimaux démocratiques et n'a pas constaté de preuve de fraudes électorales.

### Transition majeure
Cette élection conduit à une transition majeure dans la mesure où les forces politiques qui avaient émergé lors des élections législatives de 2002, la Ligue musulmane du Pakistan (Q) et l'alliance islamiste, sont largement défaites, alors que les partis plus historiques, le Parti du peuple pakistanais et la Ligue musulmane du Pakistan (N), reviennent en force. De même, des forces marginales comme le Parti national Awami réalisent une percée notable. Finalement, les élections conduisent à un changement de pouvoir au sein du gouvernement fédéral, des quatre gouvernements provinciaux et de la présidence, de même qu'un changement de majorité dans toutes les assemblées, à l'exception du Sénat dont la majorité ne changera qu'en mars 2009.
La défaite du parti au pouvoir s'analyse par son isolement politique croissant, notamment lâché par ses alliés islamistes qui lui reprochent son alliance avec les États-Unis et aussi critiqué par l'opposition qui dénonce un certain laxisme envers le terrorisme. Le parti a de même été vivement critiqué pour son soutien à Pervez Musharraf, lui-même critiqué pour ses actions contre la justice et l’état d'urgence, accusé de vouloir contrôler tous les leviers du pouvoir et notamment qualifié par la Ligue musulmane (N) de « dictateur ». Finalement, son niveau dans l'électorat diminue relativement peu, passant de 25,7 à 23,0 %, mais il perd plus de la moitié de ses élus. Le Parti du peuple pakistanais réalise la performance inverse, son électorat passant de 25,8 à 30,6 % et son nombre d'élus augmente d'un tiers. Son principal fief est le Sind, notamment dans les zones pauvres et rurales. Le changement le plus important est donc celui de la Ligue musulmane (N) dont l’électorat double et le nombre d'élus est multiplié par quatre, avec une forte majorité dans le Nord du Pendjab.
Le boycott des principales formations religieuses bouleverse la donne dans les régions où elles étaient arrivées en tête en 2002, dans le Nord-Ouest et le Baloutchistan. Le boycott semble suivi dans le sens où la participation est très faible dans ces régions. C'est finalement le Parti national Awami qui, de la même façon que les islamistes rassemble son électorat parmi les Pachtounes, profite le plus du boycott,. Il remporte 13 députés contre aucun en 2002, tous dans la province de Khyber Pakhtunkhwa. Le Mouvement Muttahida Qaumi réalise un score écrasant à Karachi et Hyderabad parmi sa communauté, les Muhadjirs, mais ne perce dans aucune autre zone du pays,.

## Conséquences

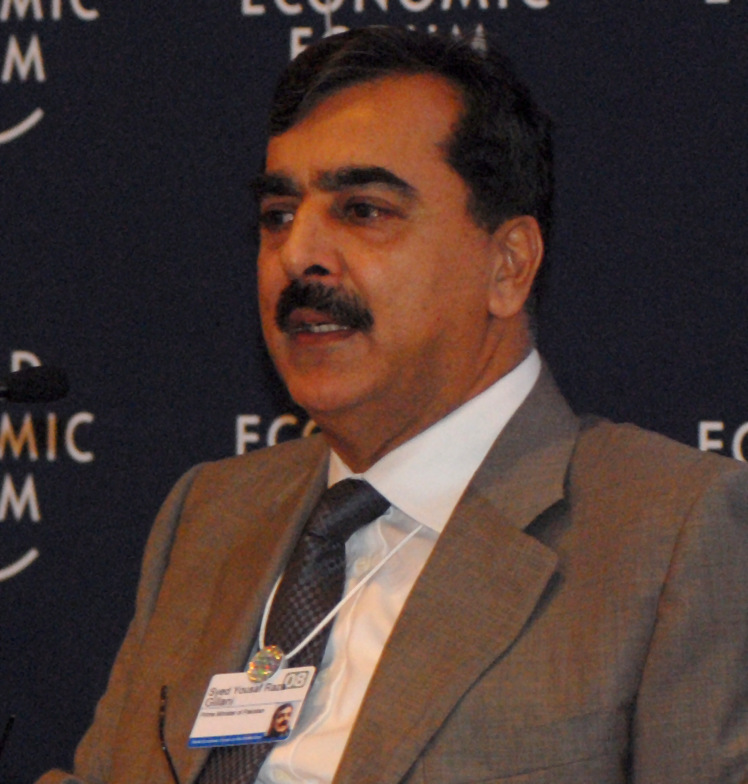
Le Premier ministre Youssouf Raza Gilani

### Formation d'un nouveau gouvernement
Dès l'annonce de projections des résultats, le Parti du peuple pakistanais et la Ligue musulmane du Pakistan (N), qui sont prévus comme vainqueurs des élections, déclarent qu'ils formeront une coalition gouvernementale. Cette dernière va finalement réunir le PPP, la Ligue musulmane (N), le Mouvement Muttahida Qaumi, le Parti national Awami, la Jamiat Ulema-e-Islam, la Ligue musulmane du Pakistan (F) et le Parti national baloutche (A). La coalition représente alors 266 sièges, soit environ 78 % des sièges de l'Assemblée.
Le 19 mars 2008, Fahmida Mirza (PPP) est élue présidente de l'Assemblée nationale avec 249 voix. Le 22 mars, le Parti du peuple pakistanais choisit Youssouf Raza Gilani comme candidat au poste de Premier ministre. Ce choix est approuvé par la coalition le 24 mars : il remporte le vote à l'Assemblée nationale avec 264 voix, remplaçant ainsi le Premier ministre soutenant le président Musharraf, Mian Muhammad Soomro. Ce dernier retrouve le 25 mars son poste de président du Sénat où la Ligue musulmane du Pakistan (Q) dispose encore d'une majorité. Le nouveau Premier ministre annonce vouloir mener une politique de réconciliation nationale, sa coalition réunissant des partis ayant connu des conflits et représentant plusieurs ethnies.

### Démission du président Musharraf
Le président Pervez Musharraf s'est trouvé encore plus affaibli par ces élections. Le parti politique qui le soutenait était lui-même isolé et ne conservait sa majorité qu'au Sénat. Le 7 août 2008, les partis de la coalition sont parvenus à un accord pour lancer une motion de destitution contre le président. Cette motion de destitution est similaire à l'impeachment à l'américaine : la procédure doit être lancée par l'Assemblée nationale puis la destitution doit être approuvée par les deux-tiers des 442 membres du Parlement. Le 18 août, Pervez Musharraf démissionne de ses fonctions avant que la procédure ne soit lancée. Il annonce sa décision lors d'une allocution à la télévision où il défend son bilan et critique la nouvelle coalition gouvernementale. Il quitte définitivement le pays début 2009 et s’installe à Londres.

### Élection du président Zardari
Après la démission de Musharraf, Mian Muhammad Soomro (président du Sénat) assure l'intérim comme le prévoit la Constitution du Pakistan. Le Parti du peuple pakistanais choisit alors Asif Ali Zardari, veuf de Benazir Bhutto, comme candidat à la présidence. Ce choix est très polémique alors que Zardari est plutôt impopulaire dans l'opinion. La Ligue musulmane du Pakistan (N) décide alors de quitter la coalition afin de présenter son propre candidat. Cette décision ne remet toutefois pas en cause la majorité de la coalition dominée par le PPP[réf. souhaitée].

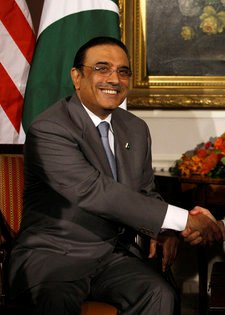
Asif Ali Zardari en septembre 2008

Le 6 septembre 2008, Asif Ali Zardari est élu président de la République par l'Assemblée nationale, le Sénat et les assemblées provinciales (formant un collège électoral). Il remporte 481 voix face au candidat de la Ligue musulmane du Pakistan (N) Saeeduzzaman Siddiqui (153 voix) et le candidat de la Ligue musulmane du Pakistan (Q) Mushahid Hussain Syed (44 voix). Ce dernier échoue même à réunir les voix de son parti (avec 34 voix au Parlement pour 90 élus). Ce phénomène est particulièrement perceptible dans l'Assemblée provinciale du Baloutchistan où on constate un report massif vers Asif Ali Zardari. On constate aussi des reports vers le candidat de la Ligue musulmane (N), notamment au Parlement et à l'Assemblée provinciale du Pendjab.
| Candidat (Parti)                                                | Parlement (Sénat et Assemblée nationale) | Pendjab * (vote réel) | Sind * (vote réel) | Baloutchistan | Khyber Pakhtunkhwa * (vote réel) | Total      | %      |
| --------------------------------------------------------------- | ---------------------------------------- | --------------------- | ------------------ | ------------- | -------------------------------- | ---------- | ------ |
| Asif Ali Zardari (PPP)                                          | 281                                      | 22 (123)              | 63 (162)           | 59            | 56 (107)                         | 481 (732)  | 70,9 % |
| Saeeduzzaman Siddiqui (LMP-N)                                   | 111                                      | 35 (201)              | 0 (0)              | 2             | 5 (10)                           | 153 (324)  | 22,6 % |
| Mushahid Hussain Syed (LMP-Q)                                   | 34                                       | 6 (36)                | 0 (0)              | 2             | 2 (3)                            | 44 (75)    | 6,5 %  |
| Total des votants                                               | 426                                      | 63 (360)              | 63 (162)           | 63            | 63 (120)                         | 678 (1131) | 100 %  |
| Abstention, vote blanc ou absence                               | 17                                       | - (11)                | - (4)              | 2             | - (4)                            | -          | -      |
| * Ramené à 63 voix, pour obtenir l'égalité entre les provinces. |                                          |                       |                    |               |                                  |            |        |
| Source : Dawn.com                                               |                                          |                       |                    |               |                                  |            |        |

### Coalition dans les provinces
Le Parti du peuple pakistanais a accru ses positions dans les quatre assemblées provinciales (158 sièges en 2002 contre 243 en 2008) et a participé après 2008 à tous les gouvernements locaux.
À l'Assemblée provinciale du Pendjab, la Ligue musulmane du Pakistan (N) qui a remporté les élections sans obtenir de majorité absolue a formé une coalition avec le Parti du peuple pakistanais qui était arrivé deuxième. Le gouvernement local est depuis dirigé par Shahbaz Sharif et intègre des ministres du PPP. Ces ministres ont toutefois été renvoyés et l'alliance entre les deux partis s'est terminé en mars 2011.
Dans le Sind, le Parti du peuple pakistanais a remporté une large majorité absolue à l'Assemblée provinciale du Sind lui permettant de diriger la province seul (54 % des sièges). Il a pourtant formé une coalition avec le Mouvement Muttahida Qaumi, dans le cadre plus large d'une union nationale. Les deux partis détiennent une majorité écrasante avec plus de 85 % des sièges.
Le Parti national Awami ayant remporté une majorité relative à l'Assemblée provinciale de Khyber Pakhtunkhwa, il a formé une coalition avec le PPP, également dans le cadre d'une union nationale. La coalition rassemble 78 sièges pour une majorité absolue de 63.
Quant à l'Assemblée provinciale du Baloutchistan, les députés sont très divisés. La Ligue musulmane du Pakistan (Q) qui était normalement arrivée en tête se retrouve affaiblie par la dissension de 13 de ses 19 députés. La coalition locale regroupe le Parti du peuple pakistanais, le Parti national baloutche (A) et le Parti national Awami ainsi que des indépendants et des dissidents, surtout provenant de la Ligue musulmane (Q).

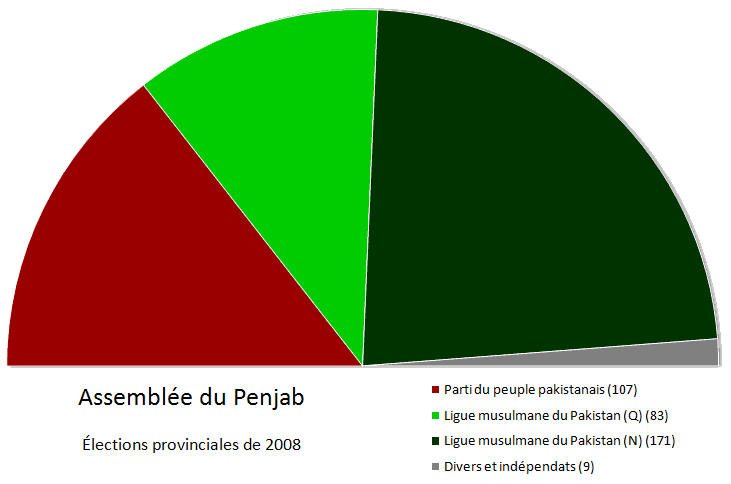
Composition de l'Assemblée provinciale du Pendjab après les élections de 2008
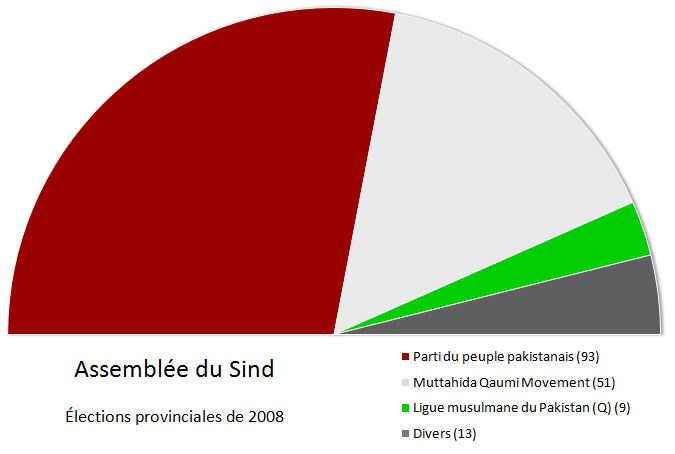
Composition de l'Assemblée provinciale du Sind après les élections de 2008
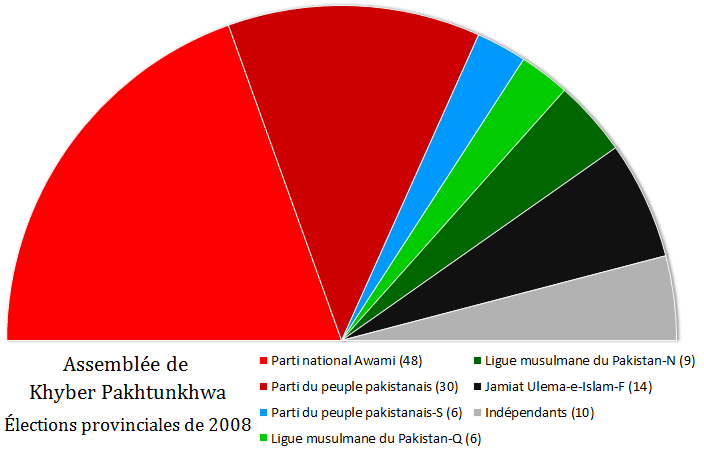
Composition de l'Assemblée provinciale de Khyber Pakhtunkhwa après les élections de 2008
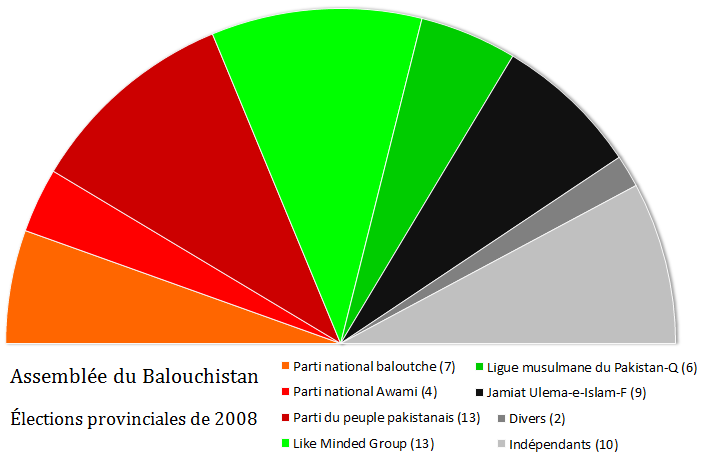
Composition de l'Assemblée provinciale du Baloutchistan après les élections de 2008

### Réforme constitutionnelle de 2010
Cette réforme, promise par le Parti du peuple pakistanais comme la Ligue musulmane du Pakistan (N) dans leur « Charte de la démocratie » de 2006, vise à annuler la réforme constitutionnelle de 2003 adoptée sous l'impulsion de Pervez Musharraf et visant à augmenter les pouvoirs du président. Cette précédente réforme lui accordait en effet le pouvoir de dissoudre l'Assemblée nationale, de démettre le Premier ministre, et empêchait par ailleurs tout Premier ministre d'effectuer plus de deux mandats, même non consécutifs, empêchant ainsi Nawaz Sharif et Benazir Bhutto de réoccuper ce poste. Ainsi, le régime parlementaire devenait semi-présidentiel.
La réforme constitutionnelle de 2010, connue sous le nom de 18e amendement, est signée le 19 avril par le président Asif Ali Zardari après avoir été approuvée quasi-unanimement par le Parlement. Elle annule la totalité de la réforme de 2003, accroît les pouvoirs accordés aux provinces et change la procédure de nomination des juges de la Cour suprême qui doivent être approuvés par un comité parlementaire.